# Chrysocerca perturbata
Chrysocerca perturbata is een insect uit de familie van de gaasvliegen (Chrysopidae), die tot de orde netvleugeligen (Neuroptera) behoort. 
Chrysocerca perturbata is voor het eerst wetenschappelijk beschreven door Banks in 1931.